# Patrick Baudry
Patrik Pierre Roger Baudry, (* 6. března 1946 Douala, Kamerun) byl astronaut z Francie, který v roce 1985 letěl v raketoplánu a stal se tak 172. člověkem ve vesmíru.

## Životopis
Vzdělání získal ve Francii, kde roku 1969 ukončil studium na École de l'Air a poté ve Spojeném království absolvoval školu pro testovací piloty (ukončil ji v roce 1978). Dva roky poté vykonával povolání letce u Centre d'Essais en Vol, Brétigny-sur-Orge. V roce 1980 zahájil kosmonautický výcvik nejdříve ve Francii, pak v SSSR.
Po svém letu v raketoplánu se vrátil do Francie jako pilot u Aérospatiale, Branche Avions a od roku 1995 u známé společnosti Airbus Industrie.

## Let do vesmíru
Zúčastnil se mise pátého letu raketoplánu Discovery v červnu 1985. Let trval 7 dní, během něj posádka vypustila na oběžnou dráhu Země tři družice: Morelos 1, Arabsat 1B a Telstar 3. Start byl z rampy 39 na Floridě, mys Canaveral. Sedmičlenné posádce velel kpt. Daniel Brandenstein, dále letěli John Creighton, Steven Nagel, John Fabian, Shannon Lucidová, Patrick Baudry a princ Sultan Al-Saud z Saúdské Arábie. Raketoplán po splněné misi přistál na základně Edwards v Kalifornii.
- STS-51-G Discovery (17. června 1985 – 24. června 1985)

## Autor vyprávění
O celém letu napsal ve své knize Dnes vychází slunce šestnáctkrát, která koncem roku 1985 vyšla v Paříži).